# ザ・レイプ・オブ・南京
『ザ・レイプ・オブ・南京』（ザレイプオブなんきん、原題:The Rape of Nanking: The Forgotten Holocaust of World War II）は、中国系アメリカ人作家アイリス・チャンが著した南京事件（南京大虐殺）に関する著作。原著は1997年に英語で発刊され、中国語、フランス語および日本語に翻訳された。

## 概要
日中戦争中の1937年12月の南京陥落後に発生した「南京大虐殺」を、英語で書かれた作品として初めて本格的に取り扱ったものである。三部構成で、第一部では、日本、中国、そして、第三者としての欧米という三方向の視点から迫ろうとしている。第二部では、第二次世界大戦後の冷戦を背景に、南京大虐殺がアメリカやヨーロッパでどのように扱われていくようになったかを分析している。第三部では、「南京大虐殺」を半世紀以上にわたり人々の意識から遠ざけようとしてきた勢力について書いている。なお、この "rape" は、物品の略奪や女性に限らず奴隷とするための男･子供の拉致を含む古い用法で、例えば『The Rape of the Sabine Women』(サビーニの女たちの掠奪）といった風に西洋絵画のタイトル等にも多く、町全体の劫掠といったイメージとよく結びつくために敢えて使ったものと見られる。

## 執筆の動機
チャンは少女時代より、両親から「南京大虐殺」の話を聞いていた。しかし小学生の頃、図書館で「南京大虐殺」に関する書物を探したが何も見つからず、学校でその事件について教えられることもなかった。20年後に、この事件に関する記録映画を制作していたプロデューサーに出会い、この事件に再び向き合うことになった。1994年にサンノゼ市近郊で中国系団体「世界抗日戦争史實維護聯合會」が主催した集会に参加したときに、会場に展示されていた日本軍による残虐行為とする写真を目にして衝撃を受け、本書の執筆を決意したとされる。

## 調査
チャンはアメリカ国内ではアメリカ国立公文書記録管理局やイェール大学図書館などで資料を収集し、当時のアメリカ人ジャーナリストや南京安全区国際委員会のメンバーの遺家族などにも取材をおこなった。さらに中国取材旅行では、中国社会科学院歴史研究所や南京大虐殺紀念館などの協力を得て、資料収集や当時の生存者へのインタビューをおこなった。また英語文献だけでなく、外国語（日本語、ドイツ語、中国語）の文献の収集も行い、事件の調査に2年間を費やした。ただし、日本国内での取材はおこなわず、日本語やドイツ語の文献の調査は、英訳スタッフの翻訳に依存した。後に、これらの点が批判の対象になった。これに関連し、著者が日本の研究成果を無視しているという批判もあるが、相当数の日本語文献を引用している。
また、発見された「ラーベの日記」を広く世界に紹介したことは、本書の重要な功績であるとされている。これは、南京安全区国際委員会の代表を務めたジョン・ラーベの日記である(参照：ジョン・ラーベ#『日記』)。彼は、日本軍が南京を占領した時期に南京市に滞在していたドイツ人のビジネスマンで、ナチ党員であり、南京安全区国際委員会の代表に就任し、日本軍の虐殺行為に抗議して、南京市民を保護する活動を行った。第二次大戦後、「ラーベの日記」の行方は長らく不明になっていたが、アイリス・チャンは詳細な日記の存在を知り、彼女自身の書くところによれば、その保管者に手紙で連絡を取り、ニューヨークの「南京 大虐殺殉難同胞連合会」の会長である邵子平とともに保管者に出版を奨め、その出版に至ったもので、この「ラーベの日記」を本書『ザ・レイプ・オブ・南京』で紹介した。アメリカの関係者だけでなく、日本の歴史学者の笠原十九司や秦郁彦も、この日記が重要な歴史史料であることを認めている。また、やはりナチ党員であった、カルロヴィッツ社の南京駐在員のドイツ人、クリスチャン・クレーガーの日記の存在も紹介している。

## 反響と批判

### アメリカ合衆国
- アメリカではワシントン・ポストが紙面で大きく本書を取り上げ、チャンの主張を詳細に紹介している[9]。また、ニューヨーク・タイムズで絶賛され[10]、同紙のベストセラーリストに10週間掲載された。
- 『ニューズウィーク』や3大ネットワークなど、全米の主要なマスメディアも本書を好意的に評価した。他、ハーバード大学教授のウィリアム・C・カービー[11]やハーバード大学フェアバンクスセンターのロス・テリル[12]、ピューリッツァー賞受賞ノンフィクション作家であるリチャード・ローズ[13]らが賞賛している。

### 批判
なお、批判については、たしかに本書には誤りも多いものの、総じて対象となる事件の本質にかかわるものでなく、何よりも著者であるチャン本人が取材で集めた事件被害の経験者らの証言集･口述集である点に値打ちがあることを無視してはならないという主張がある。
- 秦郁彦によれば、本書の出版直後には、『ニューズウィーク』『ワシントン・ポスト』『ニューヨーク・タイムズ』が「扇情的な見出しを打って持ち上げた」のに対し、「情熱は買うが歴史書としては不適切」、「中共も同じ事をチベットでやった」などの例外的な批判が少数見受けられた程度であったとされる[要出典]が、その後、日本について詳しいとされる研究者から批判されるようになった。

- カリフォルニア大学のジョシュア・A・フォーゲルは「きわもの的書物」と表現で、歴史的事実の誤認があると主張している[14]。

- スタンフォード大学歴史学教授のデイビッド・M・ケネディは、本書の副題The Forgotten Holocaust of World War II(第二次世界大戦における忘れられたホロコースト）が旧日本軍の行為とホロコースト(ユダヤ人大虐殺)を同視するものであるが、「南京での出来事が、ユダヤ人大虐殺との比較に値するかどうかはおそらく、別の問題であろう。また、チャン氏が断言するようにそれらの出来事が完全に忘れられてしまったのかどうかも明らかではない」と主張している[15]。

- ワシントン・アンド・リー大学東アジア史教授ロジャー・B・ジーンズは、本書を「不完全な歴史(half-baked history)」と評した上で、「当時の南京の人口を大きく水増しし」、「東京裁判を無批判に受け入れている」と主張[16]、セントオラフ大学歴史学教授ロバート・エンテンマンは「チャン氏が提示する日本の歴史的な背景はありきたりで単純で、固定観念にとらわれており、しばしば不正確である。」とし、「チャン氏は、なぜ大虐殺が起こったのか正確に説明していない」と主張している[17]。

- サンフランシスコ・クロニクル記者のチャールズ・バレスは、(1)「チャン氏が日本で調査を行わなかったので、現代の日本が戦争にどのように向き合っているかに関する彼女の記述が、批判を受けやすいものになった」点、(2)「彼女が主に活動家なのか、歴史家なのか」が不明であり、（世界抗日戦争史実維護聯合會を含む）「中国および中国系アメリカ人の団体のチラシ配布の代行者であるように見える」点、(3)また、日本の外務大臣が日本軍による30万人を越える虐殺を認識していた「確固たる証拠」としてチャン氏が引用した電報は、「実はイギリス人の通信員による外電であり、南京だけでなくほかの地域での死者を含むものである。」点などを主張している[18]。

- ジャーナリストのティモシー・M・ケリーは「不注意による間違い」「まったくのでたらめ」「歴史に関する不正確」「恥知らずの盗用」の4項目に分けて主張しており、デイビッド・バーガミニ著『天皇の陰謀』からの盗用があると主張している[19]。ただし、『天皇の陰謀』はそれ自体が大ヒットし、よく知られた作品で、チャンは先行研究として使っただけだとの受取り方も強い。

- 当時の斉藤邦彦駐米大使も「不正確で一方的な見解だ」と主張した[20]。山田正行は、斉藤は公刊を前提にした質問には発言内容の激しさや強さを控えていたとし、本人自身が文書に残せない内容のものとの自覚があったのだろうとしている[21]。

### 日本
- 歴史学者の秦郁彦は、序章での「日本軍が数週間の間に一般市民約26万人から35万人を虐殺し、女性2万人から8万人を強姦した」とする被害者の人数の記述が不正確だと主張し、さらに、虐殺の例として「生きたまま穴に埋める」「性器を切り取る」「臓器を切り裂く」「火あぶり」「鉄のフックを使って舌の部分で人をつるす」「腰まで人を埋めて猟犬がその体を引き裂くのを見物する」、「女性の臓器を取り出し」「胸を切り取り」「生きたまま壁に釘で打ちつける」、「他の家族が見ているところで、父親に娘の強姦を強要し、息子に母親の強姦を強要する行為もあった」と同書は描写するが[22]、これら「中世の魔女裁判も顔負けのこの劇画的シーンを彼女がどこから仕入れたのか、注を引いてみると、簡単に「著者による生き残りからのインタビュー」としか書いていない」と、その典拠と証言が不確実であると主張している[4]。

- アメリカで原書が出版された1997年当初から、日本国内では東中野修道[23]をはじめとしたいわゆる「南京大虐殺」の「否定派」が、本書を激しく批判した。

- 本多勝一や笠原十九司などの、「南京事件調査研究会」の研究者たちも、日本語版の出版に際し、誤りや確認できない部分に関して、訂正を求めたとされる[24]。

- 中国政府などによる「反日」工作の書であるとする見方[2][25]もある。

- 立命館大学歴史学教授の北村稔は、チャンが「日本では南京事件研究は逼迫させられており」「（南京事件の研究者たちは）職や生命を失う危険がつきまとう」「安全を危惧する中国政府は自国の研究者たちの日本訪問を滅多に許さない」と本書で書いていることについて、「為にする虚偽の記述」と主張している[26]。北村は、チャンの記述とは異なり、実際には、日本では北村を含め南京事件について多数の研究が行われ、多数の著作が刊行されていると主張する[26]。

- 「ザ・レイプ・オブ・南京」の日本語版の翻訳者である巫召鴻は日本における良識的な学者、研究者が自説を発表するときに、極度に慎重な姿勢に閉じこもり、結果的に否定派の横行を黙認しているという現実から見て、チャンが指摘する日本における南京大虐殺などについての激しい圧力の存在が事実であると主張している[27]。

- また、巫は本書への批判の多くがは、批判者の理解不足や悪意からくる誤解や歪曲であると主張している[28]。

- たとえば、藤原信勝・東中野修道の『「ザ・レイプ・オブ・南京」の研究』では、『ザ・レイプ・オブ・南京』第二節「六週間の暴虐」で紹介されている富永正三の体験談に触れ、富永正三が所属していた歩兵第232連隊は存在しないし、陸軍士官学校の卒業名簿に富永正三がないので、彼は存在しないと書いているが、これは原文の読み違いによる的外れな批判であると主張している。

- T.M.ケリーは、本書の「1944年3月に連合国が戦争犯罪審査委員会を設立した」という記述に対し、「国連憲章が発効したのが1945年10月だから、そんなことはありえない、チャンはここでも事実に反することを書いている」と断定しているが[29]、巫はこれに対し、連合国は国連憲章発効以前にも、様々な国際活動をしており、ケリーの理解不足であると主張している[30]。

- また、巫は秦郁彦らが歴史学の権威をもって、本書を否定しようとする姿勢に対して、「歴史学という学術の体系が人間に対する歴史一般の取り扱いをどこまで委託されうるのか」、「政治的な問題の原因となり続ける歴史の出来事を歴史学の学術の議論だけ評価することはできないのではないか」という疑問を投げかけている。[31]。

- 大阪教育大学の山田正行は、ヴォルテールの精神で相手の発言権を擁護し、たとえ問題があってもまず自分の頭でそれを確認して自分で評価しなければならないと主張している[32]。

#### 掲載写真に関する議論
- 秦郁彦は本書掲載の写真のうちの残虐写真とみられる11枚はすべて「偽物」と断定し[33]、その決定的な根拠として、本書の掲載写真の一枚が、日本の雑誌の写真の誤用であることが明らかであると主張した。つまり、本書で、日本軍の兵士が中国人の女性たちを護送している写真に、「日本軍が移動すると、彼らは何千もの女性を駆り集めた。彼女らの多くは輪姦され、あるいは強制的に軍事売春宿に入れられた（軍事委員会政治局、台北）」とキャプションをつけて、慰安婦連行の写真として掲載しているが、この写真は『アサヒグラフ』昭和12年（1937年）11月10日号掲載の写真「我が兵士（日本軍）に援けられて野良仕事より部落へかえる日の丸部落の女子供の群れ」であるので、誤用が実証されたと主張した。この写真は、南京研の笠原十九司も著書『南京事件』において「日本兵に拉致される江南地方の中国人女性たち」とキャプションをつけて掲載していた。笠原は、その後、中国国民政府軍事委員会政治部が、朝日新聞カメラマンが撮った写真を「悪用」もしくは「誤用」したものであったとして、掲載写真を差し替え、謝罪した(笠原十九司#写真の誤用問題参照)。ただし、巫召鴻は、これが中国側が宣伝のため日本側の写真を悪用･誤用したものであるなら、当然同様にそもそも日本側が日本軍宣伝のために中国側の写真を悪用･誤用した可能性もあり、なぜ秦はそれを考えないのかとし、また、この写真はかなりの重労働であるはずの農作業から帰る農民の写真であるにもかかわらず、写っているのが女性･少年･老人ばかりであるため、日本軍が潜伏した敗残兵狩り目的でしばしば集落の一般の青壮年男性を皆殺しにしたとの話を間接的とはいえ寧ろ裏付ける有力な傍証となりうることを指摘している[34]。

- 1998年7月26日付サンフランシスコ・クロニクル紙の記事で、チャールズ・バレスは秦の論文を紹介したが、これに対して、チャンは「写真のキャプションには、写真がいつ、どこで撮影されたかについては何も書いていない。私の本は、南京大虐殺とのかかわりで、日本の中国侵略の恐怖を解説している。私の本での写真のキャプションは、『日本人は何千もの女性を駆り集めた。そのほとんどは輪姦され、あるいは強制的に軍事売春宿に入れられた。』となっている。この二つの文は否定できない事実を記している。」と反論した。[35]。

- 秦の論文ののち、藤岡信勝、東中野修道らが、『「ザ・レイプ・オブ・オブ・南京」の研究』(1999年、祥伝社。以下､『祥伝社本』とする）などで、南京大虐殺の写真について、写真のトリミングや合成等によるとして捏造説をさらに展開した。しかし、渡辺久志は、写真捏造説は誤りであると主張している[36]。また、藤岡信勝、東中野修道らも、合成写真であるとしても、それらの元となった写真がある筈であり、その写真だけでも日本軍の残虐行為の証明になりうるのではないかという点については、口をつぐんでいる。
- 藤岡信勝、東中野修道らの上記『祥伝社本』では、先の慰安婦連行の写真に次いで、チャンが日本軍が郊外の家に火を放っているとする写真について、「民家を焼く戦車」という言葉を章タイトルに入れて、これをウソとしている。写真に写っているのは「九七式軽装甲車」で、これは1939年以降の製造であり南京戦に参加した筈がない、当時存在したのは「九四式軽装甲車」であるとしている。その根拠として、曖昧に「九四式軽装甲車」とデザインが違うとする[37]が、写真の装甲車のデザインは「九四式軽装甲車」に酷似している。「九四式軽装甲車」の後輪は全て小口径の非接地式と考え、写真の装甲車の後輪が大口径の接地式であることを捉えているようであるが、実際には「九四式軽装甲車」も1936年以降製造の後期型では後輪が大口径の接地式になっており、南京戦に参加している写真がある[38]。なお、チャンは写真の戦車が火炎放射器で火を放っているように考えたと、藤岡は思ったようである[37]が、チャンはそのようなことを書いておらず、単に民家の前にいる日本兵が火を放ったと考えているものと思われる。また、さらに次の「揚子江岸の市民の虐殺死体」とタイトル入れした章では、南京戦に従軍した将校の証言として、写真の死体はその将校の戦った中国兵の死体で、市民の虐殺死体ではないとしているが、衣服が軍服かどうかはよく分からず、その証言に客観的に裏付けとなるものが無く、問題の将校の証言では「死体の方向が一定であることから、揚子江で戦死ないし溺死した死体が流されてきた吹き溜まり」であるとしているが、写真の死体の方向は全くバラバラであり、証言の内容は全く写真と一致していない[37]。

- 前掲論文において、秦は本書の四十数枚の掲載写真のうち、「首切り」のカテゴリーが7枚、「性犯罪」の関連が4枚であると残虐行為の写真を限定し、撮影者の名や日付が記入されているものがないので、すべてニセモノだと断定している。しかし、本書には秦が選別した写真以外にも、首切りや性犯罪、あるいは虐殺の写真が掲載されている（マギーフィルムや村瀬守保の写真など）。これについて、巫召鴻は、秦は残虐行為などに係る写真を選別した結果、すべてが出所不明だったという印象を与えているが、実際には残虐行為の写真のうち、出所不明であると思える写真を選別したものが秦の言う11枚の写真であったというべきであると指摘している[39]

- 前掲論文で、秦は、ニセモノであると断定している11枚の写真のうち、何らかの検討をしているものは、前述のアサヒグラフの写真を含め、3枚だけである。秦が検討した3枚の写真のうちの1枚は、確実な写真であるとする指摘がある[40]。また、秦が言及しなかった別の写真についても、「近隣した時間に同じ場面を」別の角度から撮影した写真が、南京戦に参加した日本の部隊の軍人の遺品から発見され、これを根拠に、合成説等がなりたたないとする記事が、2008年9月に朝日新聞に掲載された。同記事では秦郁彦へのインタビューも掲載され、その写真については秦も合成写真説が成り立たないことを認めた[41]。

#### 日本語版の出版延期問題
日本語版の出版にあたっては、原著出版直後に日本での翻訳権・出版権を得た柏書房が、「解説書」を同梱で出版しようとした後に、柏書房は出版を中止した。この出版中止について朝日新聞社の英字紙である「アサヒ・イブニング・ニュース」(1999年2月19日付)は「本の製作を中止したのち、柏書房が語ったところによれば、手紙のうちの一通は極右グループの構成員を名乗る男からのものであった。」と報じた。同趣旨の報道は「ロサンゼルス・タイムズ」でもなされた。チャン自身も「そのような動きは、日本の右翼組織の脅迫によって動機付けられたものと疑っている」と主張した。しかし、柏書房の芳賀啓編集長は、出版延期は右翼の脅しによるものではなく、著者本人による出版反対であると語った。その理由について、柏書房は、チャンが事実誤認の訂正を拒否をしたためであると主張した。チャンが日本の歴史に詳しくないため、内容の本質に関わらなくとも初歩的なミスも多く、そこで出版に当たってそれらを訂正するか脚注で訂正解説をすることを企図、しかし、このほとんどがチャンによって拒否されたため、次にチャン本人には伏せて原本そのままの訳本とともに、解説本を別途作って合わせて出版することを企図した。しかし、これもをチャンの知るところとなり、チャンがこれも拒否したことにより、出版を停止せざるをえなくなったという。
アイリス・チャンの母親である張盈盈は、アイリス・チャンの思い出をつづる本でこの事情を次のように主張している。

柏書房は1998年春ごろに翻訳版の版権を取得したが、何人かの歴史家や教授に翻訳書の批評を拒否され、そのうちの少なくとも一人は「得体のしれない組織」から家族への脅迫を受けているのがその理由だったと聞いた。また本書の版権を取得したことについて、柏書房が脅迫されているという噂が流れた。そのような状況下で、1998年8月に柏書房がアイリス・チャンに本書の内容の訂正を求め始め、10月に訂正箇所のリストを送ってきた。アイリス・チャンがそれを精査したところ、その要求の主要部分は誤りの訂正ではなく、事件に関する解釈の押しつけであると判断されたために、単純なスペルミスなどの些細な10か所の誤りの訂正を認め、それ以外の訂正については断ることにして、その点を説明する覚書を柏書房に送った。その後、柏書房は一部の写真の削除や後書きの追加などを求めたが、いずれも同意できる内容ではなかったので、認めなかった。訂正要求についてアイリス・チャンは、たとえば盧溝橋事件における日本軍の役割の解釈など、柏書房側が訂正した解釈のほうに誤りがあると考えていた。

1999年の2月に、アイリス・チャンが日本の記者から電話でインタビューされ、柏書房が同梱で本書に関する批判書を添付しようとしている事実を知り、その点についてアメリカ側の出版社に確認を依頼していたところ、柏書房が出版を断念するという発表をした。この件について、柏書房の芳賀啓編集長はAP通信社の取材に対し、1999年2月の記事で、出版社が原作の書物を批判する書物を同梱することについて、元の書物の著者と相談する義務はないと述べたという。
なお、この時に訂正を求めるリストや批判書の制作の重要な部分を担当した人たちは、南京大虐殺について1970年代から調査研究している「南京事件調査研究会」という組織の加入メンバーであり、日本では南京大虐殺事実の積極的な肯定派と受け取られている人々である。彼らが、柏書房の芳賀啓編集長を通して著者のアイリス・チャンに訂正等を求めた理由として説明したものは、次のような論理であったという。

日本の保守的なグループは、南京大虐殺が全く存在していなかったと主張している。そのやり方は、南京大虐殺に関する記事の些末なミスをあげつらい、その錯誤をもって、全体の事実の否定を印象付けようとするものである。これに対抗するために、日本語の出版では、すべての誤りを除去したいのだ。

張盈盈は、この出版頓挫の出来事の経緯から、日本における右翼的な勢力の圧力が非常に大きいことをうかがい知ることができると述べている。
なお、出版を望んでいた歴史学者らは、出版頓挫の経緯について、単にチャンの頑な態度が原因と受け取っているようであるが、この頃チャンの精神的な変調が既に起こり始めていた可能性があり、後年の自殺前にも見られたという被害妄想のために、出版社側の説明がまともに受け取れなくなっていたのかもしれない。参照アイリス・チャン#病気と自殺）
同書は2007年12月に同時代社 （巫召鴻 訳）から出版された。邦題は『ザ・レイプ・オブ・南京 ‐ 第二次世界大戦の忘れられたホロコースト』である。

## 備考
2007年に公開されたドキュメンタリー映画『NANKING』の制作は、AOLの副会長だったテッド・レオンシスが本書を読んだことが動機となっている。